# Cydrela biunguis
Cydrela biunguis là một loài nhện trong họ Zodariidae.
Loài này thuộc chi Cydrela. Cydrela biunguis được Embrik Strand miêu tả năm 1913.